# Jurinella pollinosa
Jurinella pollinosa là một loài ruồi trong họ Tachinidae.